# Campeonato Mundial de Halterofilismo de 2014
O Campeonato Mundial de Halterofilismo de 2014 foi a 81ª edição do campeonato de halterofilismo, organizado pela Federação Internacional de Halterofilismo (FIH). O campeonato ocorreu no Palácio de Esportes Baluan Sholak, em Almati, no Cazaquistão, entre 8 a 16 de novembro de 2014. Foram disputadas 15 categorias (8 masculino e 7 feminino), com a presença de 526 halterofilistas de 71 nacionalidades filiadas à Federação Internacional de Halterofilismo (FIH). Teve como destaque a China com 33 medalhas no total, sendo 11 de ouro. 

## Calendário
Horário local (UTC+6) 
| Data                   | Hora  | Evento                   |
| ---------------------- | ----- | ------------------------ |
| 8 de novembro de 2014  | 09:00 | -62 kg Masculino grupo D |
| 8 de novembro de 2014  | 11:00 | -56 kg Masculino grupo C |
| 8 de novembro de 2014  | 13:00 | -62 kg Masculino grupo C |
| 8 de novembro de 2014  | 15:00 | -56 kg Masculino grupo B |
| 8 de novembro de 2014  | 19:00 | -56 kg Masculino grupo A |
| 8 de novembro de 2014  | 21:00 | -48 kg Masculino grupo C |
| 9 de novembro de 2014  | 09:00 | -69 kg Masculino grupo D |
| 9 de novembro de 2014  | 11:00 | -48 kg Feminino grupo B  |
| 9 de novembro de 2014  | 13:00 | -62 kg Masculino grupo B |
| 9 de novembro de 2014  | 16:00 | -48 kg Feminino grupo A  |
| 9 de novembro de 2014  | 19:00 | -62 kg Masculino grupo A |
| 9 de novembro de 2014  | 21:00 | -69 kg Masculino grupo C |
| 10 de novembro de 2014 | 09:00 | -53 kg Feminino grupo C  |
| 10 de novembro de 2014 | 11:00 | -69 kg Masculino grupo B |
| 10 de novembro de 2014 | 13:00 | -53 kg Feminino grupo B  |
| 10 de novembro de 2014 | 16:00 | -53 kg Feminino grupo A  |
| 10 de novembro de 2014 | 19:00 | -69 kg Masculino grupo A |
| 10 de novembro de 2014 | 21:00 | -58 kg Feminino grupo C  |
| 11 de novembro de 2014 | 10:00 | -77 kg Masculino grupo D |
| 11 de novembro de 2014 | 12:00 | -77 kg Masculino grupo C |
| 11 de novembro de 2014 | 14:00 | -77 kg Masculino grupo B |
| 11 de novembro de 2014 | 16:00 | -58 kg Feminino grupo B  |
| 11 de novembro de 2014 | 19:00 | -58 kg Feminino grupo A  |
| 12 de novembro de 2014 | 10:00 | -63 kg Feminino grupo C  |
| 12 de novembro de 2014 | 12:00 | -63 kg Feminino grupo B  |
| 12 de novembro de 2014 | 14:00 | -85 kg Masculino grupo D |
| 12 de novembro de 2014 | 16:00 | -85 kg Masculino grupo C |
| 12 de novembro de 2014 | 19:00 | -77 kg Masculino grupo A |
| 12 de novembro de 2014 | 21:00 | -85 kg Masculino grupo B |

| Data                   | Hora  | Evento                    |
| ---------------------- | ----- | ------------------------- |
| 13 de novembro de 2014 | 09:00 | -94 kg Masculino grupo D  |
| 13 de novembro de 2014 | 11:00 | -69 kg Feminino grupo C   |
| 13 de novembro de 2014 | 13:00 | -69 kg Feminino grupo B   |
| 13 de novembro de 2014 | 16:00 | -63 kg Feminino grupo A   |
| 13 de novembro de 2014 | 19:00 | -85 kg Masculino grupo A  |
| 13 de novembro de 2014 | 21:00 | -94 kg Masculino grupo C  |
| 14 de novembro de 2014 | 09:00 | -105 kg Masculino grupo D |
| 14 de novembro de 2014 | 11:00 | -105 kg Masculino grupo C |
| 14 de novembro de 2014 | 13:00 | -94 kg Masculino grupo B  |
| 14 de novembro de 2014 | 16:00 | -69 kg Feminino grupo A   |
| 14 de novembro de 2014 | 19:00 | -94 kg Masculino grupo A  |
| 14 de novembro de 2014 | 21:00 | -75 kg Feminino grupo C   |
| 15 de novembro de 2014 | 09:00 | +75 kg Feminino grupo C   |
| 15 de novembro de 2014 | 11:00 | -105 kg Masculino grupo B |
| 15 de novembro de 2014 | 13:00 | -75 kg Feminino grupo B   |
| 15 de novembro de 2014 | 16:00 | -75 kg Feminino grupo A   |
| 15 de novembro de 2014 | 19:00 | -105 kg Masculino grupo A |
| 15 de novembro de 2014 | 21:00 | +105 kg Masculino grupo C |
| 16 de novembro de 2014 | 09:00 | +75 kg Feminino grupo B   |
| 16 de novembro de 2014 | 11:00 | +105 kg Masculino grupo B |
| 16 de novembro de 2014 | 14:00 | +75 kg Feminino grupo A   |
| 16 de novembro de 2014 | 17:00 | +105 kg Masculino grupo A |

## Medalhistas
Os resultados foram os seguintes. 

### Masculino
| Evento             | Ouro                               | Ouro             | Prata                              | Prata            | Bronze                           | Bronze           |
| 56 kg (detalhes)   | 56 kg (detalhes)                   | 56 kg (detalhes) | 56 kg (detalhes)                   | 56 kg (detalhes) | 56 kg (detalhes)                 | 56 kg (detalhes) |
| ------------------ | ---------------------------------- | ---------------- | ---------------------------------- | ---------------- | -------------------------------- | ---------------- |
| Arranque           | Thạch Kim Tuấn · Vietname          | 135 kg           | Li Fabin · China                   | 134 kg           | Long Qingquan · China            | 133 kg           |
| Arremesso          | Om Yun-chol · Coreia do Norte      | 168 kg           | Thạch Kim Tuấn · Vietname          | 161 kg           | Long Qingquan · China            | 160 kg           |
| Total              | Om Yun-chol · Coreia do Norte      | 296 kg           | Thạch Kim Tuấn · Vietname          | 296 kg           | Long Qingquan · China            | 293 kg           |
| 62 kg (detalhes)   |                                    |                  |                                    |                  |                                  |                  |
| Arranque           | Kim Un-guk · Coreia do Norte       | 150 kg           | Ding Jianjun · China               | 142 kg           | Luis Javier Mosquera · Colômbia  | 141 kg           |
| Arremesso          | Kim Un-guk · Coreia do Norte       | 175 kg           | Eko Yuli Irawan · Indonésia        | 175 kg           | Muhammad Hasbi · Indonésia       | 171 kg           |
| Total              | Kim Un-guk · Coreia do Norte       | 325 kg           | Eko Yuli Irawan · Indonésia        | 316 kg           | Ding Jianjun · China             | 312 kg           |
| 69 kg (detalhes)   |                                    |                  |                                    |                  |                                  |                  |
| Arranque           | Liao Hui · China                   | 166 kg           | Oleg Chen · Rússia                 | 154 kg           | Mohamed Ehab · Egito             | 152 kg           |
| Arremesso          | Liao Hui · China                   | 193 kg           | Mohamed Ehab · Egito               | 182 kg           | Kim Myong-hyok · Coreia do Norte | 182 kg           |
| Total              | Liao Hui · China                   | 359 kg           | Mohamed Ehab · Egito               | 334 kg           | Kim Myong-hyok · Coreia do Norte | 334 kg           |
| 77 kg (detalhes)   |                                    |                  |                                    |                  |                                  |                  |
| Arranque           | Zhong Guoshun · China              | 171 kg           | Kim Kwang-song · Coreia do Norte   | 163 kg           | Petr Asayonak · Bielorrússia     | 159 kg           |
| Arremesso          | Kim Kwang-song · Coreia do Norte   | 200 kg           | Zhong Guoshun · China              | 196 kg           | Kirill Pavlov · Cazaquistão      | 195 kg           |
| Total              | Zhong Guoshun · China              | 367 kg           | Kim Kwang-song · Coreia do Norte   | 363 kg           | Kirill Pavlov · Cazaquistão      | 352 kg           |
| 85 kg (detalhes)   |                                    |                  |                                    |                  |                                  |                  |
| Arranque           | Ivan Markov · Bulgária             | 179 kg           | Kianoush Rostami Irão              | 178 kg           | Andrei Rybakou · Bielorrússia    | 175 kg           |
| Arremesso          | Kianoush Rostami Irão              | 213 kg           | Ulugbek Alimov · Uzbequistão       | 213 kg           | Artem Okulov · Rússia            | 211 kg           |
| Total              | Kianoush Rostami Irão              | 391 kg           | Ivan Markov · Bulgária             | 390 kg           | Artem Okulov · Rússia            | 385 kg           |
| 94 kg (detalhes)   |                                    |                  |                                    |                  |                                  |                  |
| Arranque           | Aurimas Didžbalis · Lituânia       | 185 kg           | Zhassulan Kydyrbayev · Cazaquistão | 179 kg           | Rinat Kireev · Rússia            | 176 kg           |
| Arremesso          | Zhassulan Kydyrbayev · Cazaquistão | 229 kg           | Liu Hao · China                    | 221 kg           | Vadzim Straltsou · Bielorrússia  | 216 kg           |
| Total              | Zhassulan Kydyrbayev · Cazaquistão | 408 kg           | Aurimas Didžbalis · Lituânia       | 399 kg           | Vadzim Straltsou · Bielorrússia  | 392 kg           |
| 105 kg (detalhes)  |                                    |                  |                                    |                  |                                  |                  |
| Arranque           | Ruslan Nurudinov · Uzbequistão     | 193 kg           | Yang Zhe · China                   | 191 kg           | Ilya Ilyin · Cazaquistão         | 190 kg           |
| Arremesso          | Ilya Ilyin · Cazaquistão           | 242 kg           | David Bedzhanyan · Rússia          | 240 kg           | Ruslan Nurudinov · Uzbequistão   | 239 kg           |
| Total              | Ilya Ilyin · Cazaquistão           | 432 kg           | Ruslan Nurudinov · Uzbequistão     | 432 kg           | David Bedzhanyan · Rússia        | 427 kg           |
| +105 kg (detalhes) |                                    |                  |                                    |                  |                                  |                  |
| Arranque           | Ruslan Albegov · Rússia            | 210 kg           | Behdad Salimi Irão                 | 206 kg           | Yauheni Zharnasek · Bielorrússia | 199 kg           |
| Arremesso          | Aleksey Lovchev · Rússia           | 257 kg           | Ruslan Albegov · Rússia            | 252 kg           | Behdad Salimi Irão               | 251 kg           |
| Total              | Ruslan Albegov · Rússia            | 462 kg           | Behdad Salimi Irão                 | 457 kg           | Mohamed Ihsan · Egito            | 436 kg           |

- — RECORDE 
MUNDIAL

### Feminino
| Evento            | Ouro                             | Ouro             | Prata                            | Prata            | Bronze                             | Bronze           |
| 48 kg (detalhes)  | 48 kg (detalhes)                 | 48 kg (detalhes) | 48 kg (detalhes)                 | 48 kg (detalhes) | 48 kg (detalhes)                   | 48 kg (detalhes) |
| ----------------- | -------------------------------- | ---------------- | -------------------------------- | ---------------- | ---------------------------------- | ---------------- |
| Arranque          | Tan Yayun · China                | 85 kg            | Sibel Özkan · Turquia            | 84 kg            | Panida Khamsri · Tailândia         | 81 kg            |
| Arremesso         | Tan Yayun · China                | 109 kg           | Panida Khamsri · Tailândia       | 108 kg           | Sri Wahyuni Agustiani · Indonésia  | 106 kg           |
| Total             | Tan Yayun · China                | 194 kg           | Sibel Özkan · Turquia            | 189 kg           | Panida Khamsri · Tailândia         | 189 kg           |
| 53 kg (detalhes)  |                                  |                  |                                  |                  |                                    |                  |
| Arranque          | Hsu Shu-ching · Taipé Chinesa    | 99 kg            | Zulfiya Chinshanlo · Cazaquistão | 98 kg            | Li Yajun · China                   | 96 kg            |
| Arremesso         | Zulfiya Chinshanlo · Cazaquistão | 134 kg           | Hsu Shu-ching · Taipé Chinesa    | 119 kg           | Li Yajun · China                   | 118 kg           |
| Total             | Zulfiya Chinshanlo · Cazaquistão | 232 kg           | Hsu Shu-ching · Taipé Chinesa    | 218 kg           | Li Yajun · China                   | 214 kg           |
| 58 kg (detalhes)  |                                  |                  |                                  |                  |                                    |                  |
| Arranque          | Sukanya Srisurat · Tailândia     | 106 kg           | Deng Mengrong · China            | 105 kg           | Yenny Álvarez · Colômbia           | 100 kg           |
| Arremesso         | Rattikan Gulnoi · Tailândia      | 131 kg           | Deng Mengrong · China            | 130 kg           | Yenny Álvarez · Colômbia           | 125 kg           |
| Total             | Deng Mengrong · China            | 235 kg           | Sukanya Srisurat · Tailândia     | 231 kg           | Rattikan Gulnoi · Tailândia        | 231 kg           |
| 63 kg (detalhes)  |                                  |                  |                                  |                  |                                    |                  |
| Arranque          | Karina Goricheva · Cazaquistão   | 113 kg           | Tima Turieva · Rússia            | 112 kg           | Lin Tzu-chi · Taipé Chinesa        | 110 kg           |
| Arremesso         | Deng Wei · China                 | 142 kg           | Choe Hyo-sim · Coreia do Norte   | 140 kg           | Tima Turieva · Rússia              | 140 kg           |
| Total             | Deng Wei · China                 | 252 kg           | Tima Turieva · Rússia            | 252 kg           | Choe Hyo-sim · Coreia do Norte     | 248 kg           |
| 69 kg (detalhes)  |                                  |                  |                                  |                  |                                    |                  |
| Arranque          | Ryo Un-hui · Coreia do Norte     | 120 kg           | Chen Youjuan · China             | 118 kg           | Zhazira Zhapparkul · Cazaquistão   | 118 kg           |
| Arremesso         | Ryo Un-hui · Coreia do Norte     | 145 kg           | Zhazira Zhapparkul · Cazaquistão | 144 kg           | Dzina Sazanavets · Bielorrússia    | 143 kg           |
| Total             | Ryo Un-hui · Coreia do Norte     | 265 kg           | Zhazira Zhapparkul · Cazaquistão | 262 kg           | Chen Youjuan · China               | 261 kg           |
| 75 kg (detalhes)  |                                  |                  |                                  |                  |                                    |                  |
| Arranque          | Nadezhda Evstyukhina · Rússia    | 126 kg           | Kang Yue · China                 | 126 kg           | Lidia Valentín · Espanha           | 124 kg           |
| Arremesso         | Rim Jong-sim · Coreia do Norte   | 153 kg           | Nadezhda Evstyukhina · Rússia    | 153 kg           | Kang Yue · China                   | 151 kg           |
| Total             | Nadezhda Evstyukhina · Rússia    | 279 kg           | Kang Yue · China                 | 277 kg           | Rim Jong-sim · Coreia do Norte     | 276 kg           |
| +75 kg (detalhes) |                                  |                  |                                  |                  |                                    |                  |
| Arranque          | Tatiana Kashirina · Rússia       | 155 kg           | Meng Suping · China              | 140 kg           | Chitchanok Pulsabsakul · Tailândia | 132 kg           |
| Arremesso         | Tatiana Kashirina · Rússia       | 193 kg           | Meng Suping · China              | 180 kg           | Praeonapa Khenjantuek · Tailândia  | 163 kg           |
| Total             | Tatiana Kashirina · Rússia       | 348 kg           | Meng Suping · China              | 320 kg           | Chitchanok Pulsabsakul · Tailândia | 294 kg           |

- — RECORDE MUNDIAL

## Quadro de medalhas
Quadro de medalhas no total combinado
| Ordem | País            | Medalha de ouro | Medalha de prata | Medalha de bronze | Total |
| ----- | --------------- | --------------- | ---------------- | ----------------- | ----- |
| 1     | China           | 5               | 2                | 4                 | 11    |
| 2     | Coreia do Norte | 3               | 1                | 3                 | 7     |
| 3     | Rússia          | 3               | 1                | 2                 | 6     |
| 4     | Cazaquistão     | 3               | 1                | 1                 | 5     |
| 5     | Irão            | 1               | 1                | 0                 | 2     |
| 6     | Tailândia       | 0               | 1                | 3                 | 4     |
| 7     | Egito           | 0               | 1                | 1                 | 2     |
| 8     | Bulgária        | 0               | 1                | 0                 | 1     |
| 8     | Taipé Chinesa   | 0               | 1                | 0                 | 1     |
| 8     | Indonésia       | 0               | 1                | 0                 | 1     |
| 8     | Lituânia        | 0               | 1                | 0                 | 1     |
| 8     | Turquia         | 0               | 1                | 0                 | 1     |
| 8     | Uzbequistão     | 0               | 1                | 0                 | 1     |
| 8     | Vietname        | 0               | 1                | 0                 | 1     |
| 15    | Bielorrússia    | 0               | 0                | 1                 | 1     |
| Total | Total           | 15              | 15               | 15                | 45    |

Quadro de medalhas nos levantamentos + total combinado
| Ordem | País            | Medalha de ouro | Medalha de prata | Medalha de bronze | Total |
| ----- | --------------- | --------------- | ---------------- | ----------------- | ----- |
| 1     | China           | 11              | 13               | 9                 | 33    |
| 2     | Coreia do Norte | 10              | 3                | 4                 | 17    |
| 3     | Rússia          | 8               | 6                | 5                 | 19    |
| 4     | Cazaquistão     | 7               | 4                | 4                 | 15    |
| 5     | Irão            | 2               | 3                | 1                 | 6     |
| 6     | Tailândia       | 2               | 2                | 6                 | 10    |
| 7     | Taipé Chinesa   | 1               | 2                | 1                 | 4     |
| 7     | Uzbequistão     | 1               | 2                | 0                 | 3     |
| 9     | Vietname        | 1               | 1                | 0                 | 2     |
| 10    | Bulgária        | 1               | 1                | 0                 | 2     |
| 10    | Lituânia        | 1               | 1                | 0                 | 2     |
| 12    | Indonésia       | 0               | 2                | 2                 | 4     |
| 12    | Egito           | 0               | 2                | 2                 | 4     |
| 14    | Turquia         | 0               | 2                | 0                 | 2     |
| 15    | Bielorrússia    | 0               | 0                | 6                 | 6     |
| 16    | Colômbia        | 0               | 0                | 3                 | 3     |
| 17    | Espanha         | 0               | 0                | 1                 | 1     |
| Total | Total           | 45              | 45               | 45                | 135   |

## Classificação por equipe
| Posição | Equipe          | Pontos |
| ------- | --------------- | ------ |
| 1       | China           | 558    |
| 2       | Rússia          | 443    |
| 3       | Coreia do Norte | 420    |
| 4       | Egito           | 390    |
| 5       | Cazaquistão     | 382    |
| 6       | Irão            | 370    |

| Posição | Equipe      | Pontos |
| ------- | ----------- | ------ |
| 1       | China       | 527    |
| 2       | Tailândia   | 481    |
| 3       | Rússia      | 454    |
| 4       | Colômbia    | 395    |
| 5       | Cazaquistão | 345    |
| 6       | Ucrânia     | 314    |

## Participantes
Um total de 526 halterofilistas de 71 nacionalidades participaram do evento.
| - Albânia (9) - Argélia (6) - Argentina (1) - Armênia (14) - Austrália (7) - Áustria (1) - Azerbaijão (6) - Bielorrússia (14) - Bélgica (1) - Brasil (10) - Bulgária (8) - Canadá (7) - Chile (3) - China (15) - Taipé Chinesa (12) - Colômbia (15) - Croácia (4) - Cuba (3) - Chipre (1) - Chéquia (5) - Dinamarca (1) - República Dominicana (4) - Equador (10) - Egito (13) | - Estónia (4) - Finlândia (6) - França (10) - Geórgia (6) - Alemanha (13) - Reino Unido (7) - Grécia (7) - Hungria (12) - Índia (11) - Indonésia (11) - Irão (8) - Irlanda (2) - Israel (2) - Itália (10) - Japão (15) - Cazaquistão (15) - Quirguistão (4) - Letônia (2) - Líbano (1) - Líbia (1) - Lituânia (6) - Malásia (2) - Ilhas Maurícias (2) - México (5) | - Moldávia (9) - Mongólia (5) - Países Baixos (1) - Coreia do Norte (12) - Noruega (1) - Polónia (13) - Porto Rico (1) - Roménia (7) - Rússia (14) - Arábia Saudita (8) - Eslováquia (5) - Coreia do Sul (11) - Espanha (14) - Tailândia (15) - Turquia (13) - Turquemenistão (5) - Uganda (1) - Ucrânia (13) - Emirados Árabes Unidos (1) - Estados Unidos (15) - Uzbequistão (12) - Venezuela (13) - Vietname (5) |